# Stylogyne canaliculata
Stylogyne canaliculata (Lodd.) Mez – gatunek roślin z rodziny pierwiosnkowatych (Primulaceae). Występuje endemicznie na Martynice. 

## Morfologia
PokrójZimozielony krzew dorastający do 4–6 m wysokości.
LiścieBlaszka liściowa ma podługowaty lub eliptyczny kształt. Mierzy 13–20 cm długości oraz 1,4–7 cm szerokości, jest całobrzega, ma ostrokątną lub klinową nasadę i spiczasty wierzchołek. Ogonek liściowy jest nagi.
KwiatyZebrane w wiechach (o 13–18 cm długości) wyrastających z kątów pędów.
OwocPestkowce mierzące 3-5 mm średnicy, o kulistym kształcie.